# Národní shromáždění (Ázerbájdžán)
Národní shromáždění Ázerbájdžánské republiky (ázerbájdžánsky: Azərbaycan Respublikasının Milli Məclisi) je parlament a legislativní větev vlády Ázerbájdžánu. Je to parlament jednokomorový a má 125 členů. Sto jeho členů je voleno většinovým, 25 poměrným systémem. Jeho předchůdcem byl Nejvyšší sovět Ázerbájdžánské SSR a Parlament Ázerbájdžánské demokratické republiky (1918-1920). Národní shromáždění však nehraje v dnešním ázerbájdžánském politickém systému zásadní roli, většinu moci kontroluje zhruba od roku 1995 prezident republiky a volby do parlamentu nejsou považovány za plně demokratické. Poslední proběhly v roce 2020 a Strana Nový Ázerbájdžán (Yeni Azərbaycan Partiyası) prezidenta Ilhama Alijeva po nich má v parlamentu většinu 69 poslanců. Modernistická budova, v níž parlament sídlí, byla postavena v 70. letech 20. století jako sídlo Nejvyššího sovětu Ázerbájdžánské SSR. Architektem byl Tahir Abdullajev. Objekt byl v roce 2007 zrekonstruován, přistavěna byla i nová administrativní budova.